# Petite Prusse
Pour les articles homonymes, voir Prusse (homonymie).
La Petite Prusse est un quartier situé à cheval entre les communes de Pantin et d'Aubervilliers dans le département de  Seine-Saint-Denis dans la région Île-de-France en France. 
La particularité de ce quartier est d'avoir accueilli au dix-neuvième siècle des ouvriers lorrains de la Moselle germanophone, d'Alsace, du Tyrol (Land) autrichien mais aussi de Bohême-Centrale ou de la région de Murano en Italie, essentiellement venus y travailler à la verrerie Saint-Gobain, implantée en 1866 au bord du canal.
L’identité du quartier le conduit même à demander en vain un statut de commune de plein exercice, à la fin du siècle.